# Зенит-телескоп

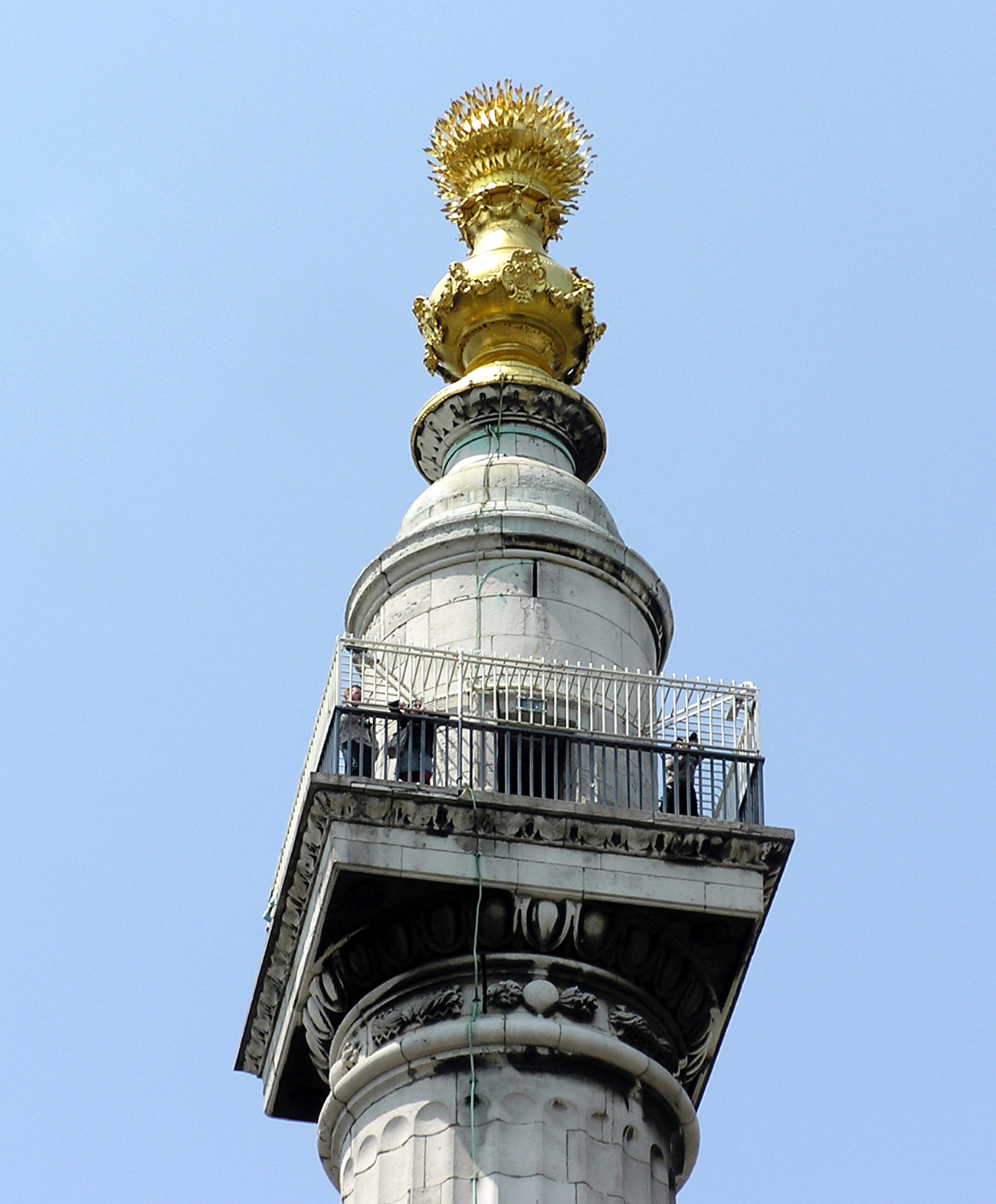
Одна из реализаций зенит-телескопа, Монумент в память о Великом лондонском пожаре. Вид смотровой площадки.

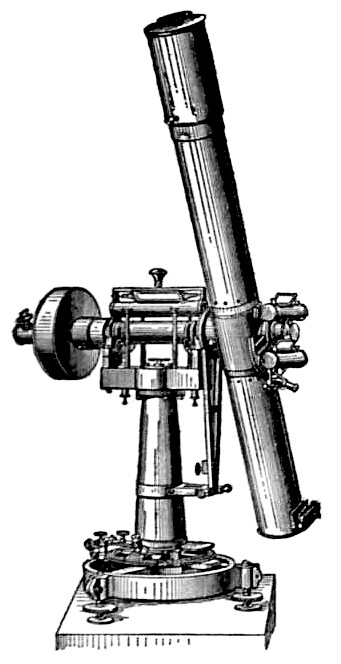
Портативный зенитный телескоп

Зени́т-телеско́п — телескоп, оптимизированный для наблюдения объектов на относительно малом отклонении от зенита. Он используется при измерении астрономической широты. Такого рода телескопы, как правило, портативны, но это необязательно; примером большого, непортативного зенит-телескопа является Монумент в память о Великом лондонском пожаре (англ. Monument to the Great Fire of London).
Благодаря высокой точности зенит-телескопы использовались для отслеживания точного положения Северного полюса Земли и, соответственно, положения оси вращения Земли, вплоть до начала 1980-х, когда они были заменены радиоастрономическими изменениями квазаров, которые определяли ось вращения Земли на несколько порядков более точно.
Примером современных телескопов такого рода является Большой Зенитный телескоп (англ. Large Zenith Telescope, LZT).